# Mã Phượng Nghi
Mã Phượng Nghi (馬鳳儀, ? – 1633), họ thời con gái là Trương (張), người Thấm Thủy , nữ tướng cuối đời Minh.

## Cuộc đời và sự nghiệp
Cha là Trương Thuyên, tiến sĩ thời Vạn Lịch, tử tiết khi thất thủ Liêu Dương. Ông nội là Trương Ngũ Điển, từng làm quan nhà Minh, cuối đời xây dựng đồn bảo đề phòng quân khởi nghĩa nông dân. Mẹ là Hoắc thị, sau khi Trương Ngũ Điển mất, thay cha chồng lãnh đạo quân đoàn luyện chống lại nghĩa quân, đồn bảo của nhà họ Trương được người đương thời gọi là "Phu Nhân thành".
Phượng Nghi trưởng thành có phong thái của mẹ, được gả cho Mã Tường Lân – dòng dõi thổ ti dân tộc Thổ Gia ở huyện tự trị Thạch Trụ, mẹ chồng là nữ danh tướng Tần Lương Ngọc. Sau khi thành thân, Phượng Nghi thường vận nam trang, theo chồng chinh chiến khắp nơi, không có quan hàm, tấu báo lên triều đình đều dùng tên "Mã Phượng Nghi". Năm Sùng Trinh thứ 3 (1630), vợ chồng Phượng Nghi theo Tần Lương Ngọc cứu viện kinh sư. Sau đó Lương Ngọc quay về Xuyên, vợ chồng Phượng Nghi ở lại tham gia trấn áp khởi nghĩa nông dân.
Năm thứ 6 (1633), nghĩa quân của Vương Gia Dận, Vương Tự Dụng tiến vào Sơn Tây, Phượng Nghi thỉnh cầu chồng cứu viện quê mẹ, Tường Lân bèn mượn quân Thạch Trụ, nhưng Tần Lương Ngọc không thể rời đi, đành nhờ tổng binh Đặng Khỉ/Khởi đem vài ngàn quân Xuyên đi cùng vợ chồng Phượng Nghi. Tháng 4 ÂL, Vương Gia Dận, Vương Tự Dụng từ Sơn Tây chạy vào Hà Nam thì chia ra, vợ chồng Phượng Nghi cũng chia nhau truy kích. Phượng Nghi đuổi đến Hầu Gia Trang thì rơi vào ổ mai phục nên tử trận.
Phượng Nghi sinh được một con trai là Mã Vạn Niên, về sau kế thừa ngôi vị thổ ti ở Thạch Trụ. Thời Càn Long, bà được đặt thụy là Tiết.